# أوليوم

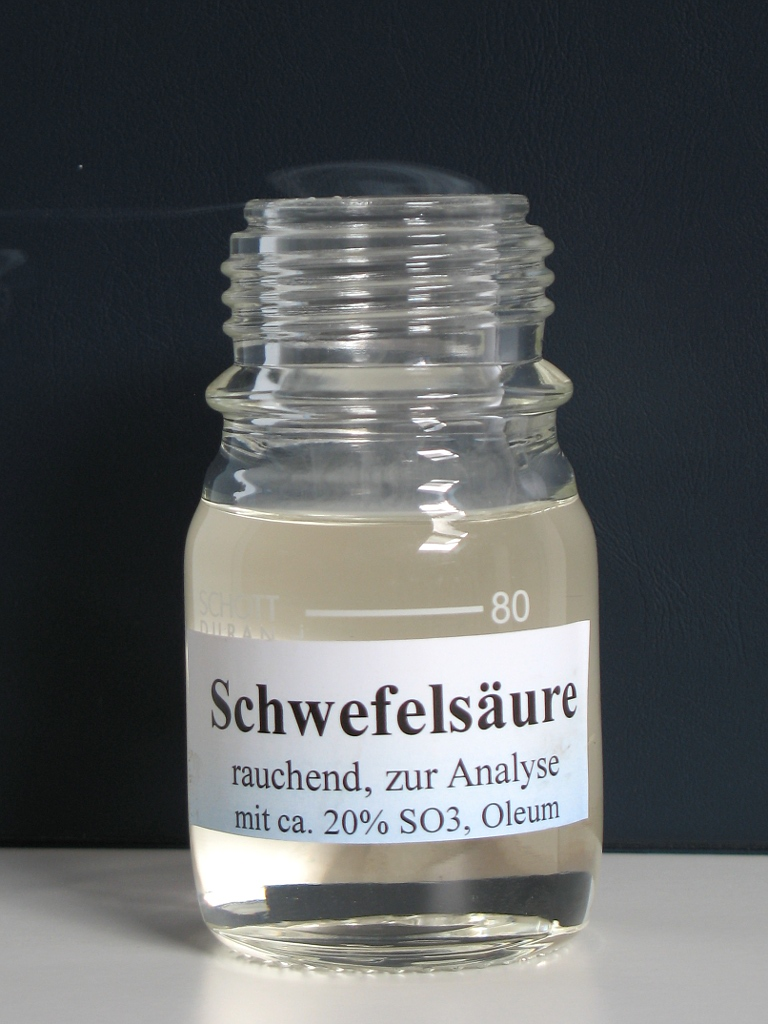
الأوليوم: حمض الكبريتيك المدخن؛ تلاحظ صعود الأبخرة من العبوة

الأوليوم (أو حمض الكبريتيك المدخن)  (ملاحظة 1) هو مصطلح يستخدم للإشارة المحلول الناتج عن انحلال ثلاثي أكسيد الكبريت في حمض الكبريتيك، وهو يسمى أيضاً حمض البيروكبريتيك. تختلف الشدة والتركيز حسب الكمية المنحلة من ثلاثي أكسيد الكبريت، ولكن على العموم يمكن كتابة صيغة الأوليوم على الشكل H2SO4·xSO3، حيث تمثل x المحتوى المولي من ثلاثي أكسيد الكبريت الحر؛ كما يمكن التعبير عن ذلك المحتوى الحر بالكتلة. كما يمكن التعبير عن الأوليوم بالصيغة ySO3·H2O، حيث y الكتلة المولية الكلية لمحتوى ثلاثي أكسيد الكبريت المنحل. عندما تكون x = 1 أو y = 2 تكون الصيغة المجملة H2S2O7، وهي الصيغة الكيميائية لحمض ثنائي الكبريتيك.
يمكن التعبير أيضاً باستخدام النسبة المئوية قياساً على شدة حمض الكبريتيك المركز، بالتالي ستكون النسبة فوق 100%؛ وعندها تكون معادلة التحويل بين النسبة المئوية للحمض وبين النسبة المئوية للأوليوم وفق ما يلي:
حمض % = 100 + 80/18 × أوليوم %
على سبيل المثال فإن أوليوم 10% يمكن التعبير عنه على الشكل H2SO4·0.13611SO3 أو 1.13611SO3·H2O أو 102.25% حمض الكبريتيك.

## التطبيقات
- يمكن تحضير الأوليوم بداية، ومن ثم تمديده بالماء للحصول على حمض الكبريتيك المركز.[2]
- للأوليوم بعض التطبيقات المخبرية في الاصطناع العضوي، كما يستخدم أحياناً في صناعة المتفجرات.[3]

## السلامة
الأوليوم خطر جداً ويجب الحذر عند التعامل به بارتداء معدات الوقاية الشخصية إذ يسبب الحروق ومخاطر إضافية.